# Республика Семи Соединённых Островов
Республика Семи Соединённых Островов (греч. Επτάνησος Πολιτεία, итал. Repubblica Settinsulare) — первая со времён падения Трапезундской империи форма греческой государственности, существовавшая в 1800—1815 годах в качестве протектората (в 1800—1807 годах по форме турецкого, по сути русского, а в 1807—1814 годах — французского) на островах Керкира, Паксос, Лефкас, Кефалиния, Итака, Закинф и Китира в Ионическом море.

## История
Ионические острова на протяжении нескольких столетий входили в состав Венецианской республики. Однако 3 мая 1797 года Наполеон Бонапарт объявил ей войну. Согласно Кампо-Формийскому мирному договору, подписанному 17 октября, Венецианская Республика была разделена между Францией и Австрией. Ионические острова по настоянию министра иностранных дел Шарля Мориса де Талейрана-Перигора были переданы Французской Республике.
Французы создали на Ионических островах три департамента: Керкира (острова Корфу и Паксос, а также города Бутринти и Парга), Итака (острова Итака, Лефкас и Кефалиния, а также города Превеза и Воница) и Эгейское море (острова Закинф и Китира). Местные жители первоначально восприняли французов как освободителей, чему способствовали некоторые меры новой администрации, направленные на демократизацию жизни общества. Тем не менее, вскоре греки стали воспринимать французов как оккупантов, поскольку на островах было введено военное управление.
В это же время произошло сближение Российской и Османской империи, основанное в первую очередь на появлении общего врага — Франции. Ещё в сентябре 1798 года у берегов Босфора появилась эскадра Фёдора Фёдоровича Ушакова, а 3 января 1799 года был подписан союзный договор между Российской и Османской империями. Под начало Ушакова была также передана эскадра османского адмирала Кадыр-бея. В результате к началу марта 1799 года союзники выбили французские силы с Ионических островов.
Уже на следующий день после овладения крепостью Корфу Ушаков и Кадыр-бей выпустили прокламацию, в которой сообщалось, что жители всех сословий получают полную и общую амнистию и гарантию уважения религии, собственности и прав личности.
21 марта 1800 года в Константинополе Российская и Османская империи подписали конвенцию, согласно которой на территории трёх бывших французских департаментов, за исключением городов Первеза, Воница, Бутринти и Парга, расположенных на континенте, была образована Республика Семи Соединённых Островов под покровительством двух империй.
В 1800 году в Константинополе султаном была одобрена «венецианская» конституция аристократической Республики Семи Соединённых Островов, которая формально определяла вассальную зависимость от Османской империи. Флагом республики был определён крылатый лев Святого Марка, который указывал на преемственность от Венецианской республики.
Право голоса было определено только у рождённых на островах лиц мужского пола, христианского вероисповедания, имевших магазин, занимающихся частной практикой или каким-либо ремеслом, и обученных грамоте. Требовался минимальный годовой доход, величина которого колебалась в зависимости от острова от 1800 дукатов на Корфу до 315 дукатов на Итаке. Официальным языком был сначала итальянский язык, а затем в 1803 году к нему присоединился греческий.
Большинство населения были православными христианами, с небольшим числом евреев на Корфу и Закинфе. Вместе с тем было значительное число католиков, особенно на Корфу, Закинфе и Кефалонии.
Островная республика во главе с И. Каподистрией (будущим российским министром иностранных дел) просуществовала семь лет, формально как данница Османской империи, но в сущности под защитой русского флота. 
По Тильзитскому миру император Александр I негласно обязался не препятствовать Наполеону в установлении контроля над Ионическими островами, и несколько месяцев спустя они вошли в состав Иллирийских провинций Франции. Жители островов были объявлены подданными империи. Республика не была упразднена, но её внутренняя самостоятельность была сильно ограничена, а любые внешние сношения были запрещены.
В 1809—1810 годах Великобритания установила контроль над всеми Ионическими островами, кроме Корфу, где французский гарнизон сохранялся до 1814 года.
Парижский мирный договор (1815) определил дальнейшую судьбу Ионических островов. Они преобразовывались в Ионическую республику под британским покровительством и протекторатом. Такая форма политического устройства продержалась на островах до 1864 года, когда британцы наконец уступили острова Греции. Для поощрения особо отличившихся островитян в Британии был учреждён особый орден Святого Михаила и Святого Георгия.